# Estado Wei
Wei (Chino: 魏; Wade-Giles: Wei4; Pinyin: Wèi) era un estado de la época de los Reinos Combatientes en China. Su territorio se encontraba entre los estados de Qin y Qi y comprendía las modernas áreas de Henan, Hebei, Shanxi y Shandong. Después de que su capital fue trasladada de Anyi a Daliang (actual Kaifeng) en 361 a. C. fue llamado también Liang (梁).

## Primaveras y otoños
La familia real de Wei se proclamaba descendiente del duque Gao de Bi (畢公高), hijo del rey Wen de Zhou. Después de la destrucción de Bi por los xionitas, el duque Bi Wan (畢萬) escapó al Estado Jin, donde el duque Xian lo convirtió en uno de sus oficiales. Después de varias victorias se le premió con un pequeño feudo vasallo. 
Con el paso de los siglos el poderío de la familia ducal fue debilitándose frente a los influyentes clanes que luchaban por el poder y dominaban sus propios territorios. En 453 a. C. el conflicto acabó con la división de Jin entre los clanes Zhao, Han y Wei. La nueva situación fue reconocida oficialmente por el rey Weilie de Zhou medio siglo después. Los nuevos gobernantes fueron reconocidos como marqueses (侯, hóu).
Oficialmente la familia Jin siguió gobernando un pequeño feudo hasta su repartición en 376 a. C. entre los tres marqueses.

## Reinos combatientes

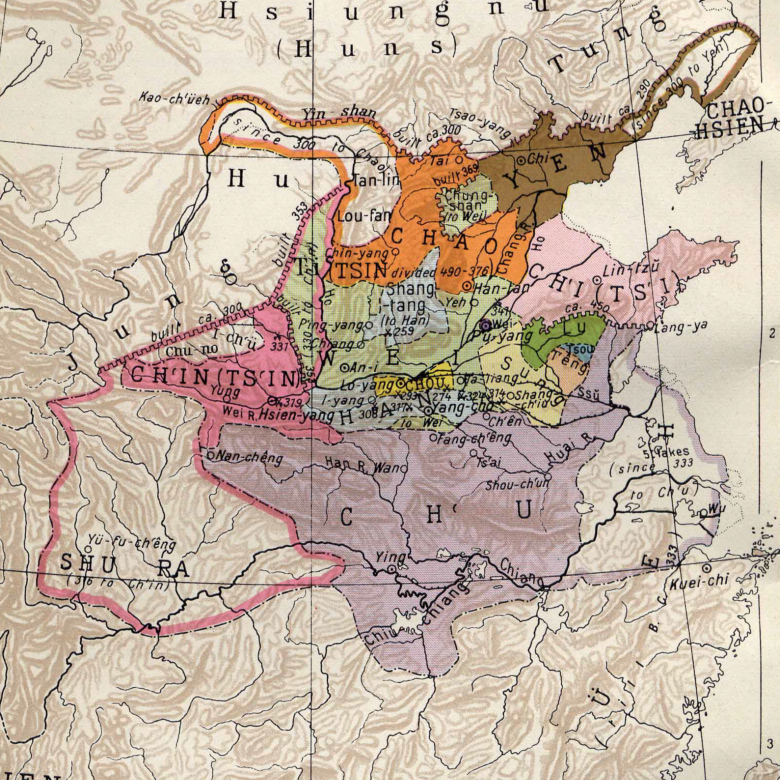
Estados de los Reinos Combatientes.

El estado alcanzó la cumbre de su poderío durante los mandatos de los marqueses Wen (445-396 a. C.) y Wu (396-370 a. C.). El primero conquistó Zhongshan (406 a. C.) e hizo retroceder hacia el oeste a Qin. También permitió a su primer ministro, Zhai Huang, realizar reformas administrativas y obras de irrigación. 
Su tercer marqués, Hui, se proclamó rey independiente en 344 a. C. Se concentró en desarrollar la economía realizando grandes obras de irrigación en el río Amarillo. Subestimando al Estado Qin como un vecino pobre e inofensivo, se lanzó a conquistar el este. Su expansión a costa de Zhao fue contenida por la intervención de Qi en Maling (341 a. C.). Al ignorar a Qin le permitió a su gobierno realizar exitosas reformas que le dieron un poderío económico y militar sin precedentes. Hacia 340 a. C. Wei perdió Hexi en el oeste frente a Qin; una región estratégica de pastoreo situada en la orilla oeste del río Amarillo en la frontera con las provincias actuales de Shanxi y Shaanxi. El rey Hui murió en 319 a. C., dejando un reino en decadencia. 
El poder militar de Qin no paró de crecer y rompió la coalición de Wei y Han en la batalla de Yique en el 293 a. C. Wei se rindió a Qin en el 225 a. C., después de que el general Qin Wang Fen inundó su capital Daliang con agua del Amarillo. 
Wei produjo algunos generales y políticos de gran importancia como Li Kui (李悝), reformador y primer ministro de Wei, Yue Yang, ancestro de Yue Yi y conquistador del estado de Zhongshan, y Pang Juan, que conquistó muchas plazas pero fue derrotado frente a Tian Ji y Sun Bin en Maling.